# Що на що схоже
«Що на що схоже» — анімаційний фільм 1974 року Творчого об'єднання художньої мультиплікації студії Київнаукфільм, режисер — Володимир Дахно.

## Над мультфільмом працювали
- Автор сценарію: М. Рибалко
- Режисер: Володимир Дахно
- Художник-постановник: Едуард Кірич
- Оператор: Анатолій Гаврилов
- Композитор: В. Мовчан
- Звукооператор: Ізраїль Мойжес
- Художники-мультиплікатори: М. Бондар, Олександр Вікен, Єфрем Пружанський, Михайло Титов, Е. Перетятько
- Ролі озвучили: Ліна Будник, Л. Ігнатенко, Л. Козуб
- Асистенти: Т. Швець, А. Савчук, С. Муратова, Ірина Сергєєва
- Редактор: Світлана Куценко
- Директор картини: Іван Мазепа